# Се Цзюнь
Се Цзюнь (спрощ.: 谢军; кит. трад.: 謝軍; піньїнь: Xiè Jūn; нар. 30 жовтня 1970, Баодін, Хебей) — китайська шахістка гросмейстер. Двічі була чемпіонкою світу серед жінок, від 1991 до 1996 року і від 1999 до 2001.
Перебуває у шлюбі зі своїм колишнім тренером, гросмейстером Ву Шаобіном.

## Кар'єра
У 6 років Се Цзюнь почала грати в китайські шахи сянці, а в 10 років стала чемпіонкою Пекіна з цієї гри. За настійливими наполяганнями представників влади невдовзі розпочала грати в міжнародні шахи. Попри відсутність значних можливостей для тренувань, стала чемпіонкою Китаю 1984 року. В 1988 році поділила 2-4-е місця на чемпіонаті світу серед юніорів у Аделаїді.
У 20 років здобула право грати в матчі за звання чемпіонки світу, і 1991 року з рахунком 8½-6½ перемогла представницю Грузії Маю Чибурданідзе, яка утримувала це звання від 1978 року. У 1993 році успішно захистила свій титул проти Нани Іоселіані (рахунок матчу 8½-2½). 1996 року втратила свій титул, поступившись Сьюзен Полгар із Угорщини (8½-4½), але знов повернула його в 1999 році, перемігши іншу фіналістку претендентського турніру Алісу Галлямову (8½-6½), після того як Полгар відмовилась пристати на умови матчу і полишила свій титул. 2000 року ФІДЕ змінила формат чемпіонату світу на турнір за нокаут-системою і Се Цзюнь знову виграла звання чемпіонки світу, здолавши у фіналі свою співвітчизницю Цінь Каньїн з рахунком 2½-1½.
У квітні 2000 року в Гуанчжоу зіграла матч проти колишнього чемпіона світу Анатолія Карпова.
Цей матч був оголошений під назвою «шахове змагання між жінками та чоловіками» і складався з чотирьох партій з класичним контролем часу і двох швидких партій. Класичну частину виграв Карпов з рахунком 2½-1½ (1 перемога й 3 нічиї), а швидку частину він виграв з рахунком 1½-½ (1 перемога, 1 нічия).
Се Цзюнь здобула широку популярність у Китаї завдяки своєму оптимізмові та яскравій атакувальній грі. Багато в чому саме її успіх дозволив популяризувати міжнародні шахи в Китаї та в Азії загалом. Вона стала першою в когорті сильних китайських шахісток, до якої крім неї входили Джу Чен, Сюй Юйхуа та Ван Лей. Також її участь стала важливим чинником перемоги жіночої збірної Китаю на XXXIII шаховій олімпіаді 1998 року, що проходила в місті Еліста.
Впродовж більшої частини своєї кар'єри мала 2-й або 3-й рейтинг Ело серед жінок у світі.
Наприкінці 1990-х вчилась у докторантурі в галузі психології у Пекінському педагогічному університеті. Нині її основним заняттям є робота на посаді представника Спортивного комітету Пекіна, де вона опікується шахістами та іншими спортсменами.
У липні 2004 року їй присвоєно титул міжнародного арбітра, а також старшого тренера ФІДЕ.

## Зміни рейтингу
| На цьому місці має відображатися графік чи діаграма, однак з технічних причин його відображення наразі вимкнено. Будь ласка, не видаляйте код, який викликає це повідомлення. Розробники вже працюють для того, щоби відновити штатне функціонування цього графіка або діаграми. | |
| | На цьому місці має відображатися графік чи діаграма, однак з технічних причин його відображення наразі вимкнено. Будь ласка, не видаляйте код, який викликає це повідомлення. Розробники вже працюють для того, щоби відновити штатне функціонування цього графіка або діаграми. |